# Occidryas capella
Occidryas capella är en fjärilsart som beskrevs av Barnes 1897. Occidryas capella ingår i släktet Occidryas och familjen praktfjärilar. Inga underarter finns listade i Catalogue of Life.